# Carroll County (New Hampshire)
Carroll County je okres amerického státu New Hampshire, který byl založen v roce 1840 a je spravovaný městem Ossipee, které dříve patřilo okresu Strafford.
Na severu sousedí s okresem Coos, na severovýchodě s okresem Oxford (stát Maine), na jihovýchodě s York (stát Maine), s okresem Strafford na jihu, s okresem Belknap na jihozápadě a s okresem Grafton na západě.
Počet obyvatel: 47 475 (v roce 2006), 43 666 (v roce 2000)
Ženy: 50,7 % (v roce 2005)